# Steve Wooddin
Steve Wooddin   (Birkenhead, 16 de gener de 1955) fou un futbolista neozelandès, nascut a Anglaterra, de la dècada de 1980.
A Anglaterra destacà al Tranmere Rovers FC de Birkenhead. El 1977 es traslladà a Nova Zelanda, i jugà a diversos clubs neozelandesos i australians, com Dunedin City, South Melbourne FC, o Christchurch United.
Fou internacional amb la selecció de futbol de Nova Zelanda amb la qual participà a la Copa del Món de futbol de 1982.